# Euphorbia cyparissias
Euphorbia cyparissias és una espècie de planta de la família de les Euforbiàcies.

## Descripció

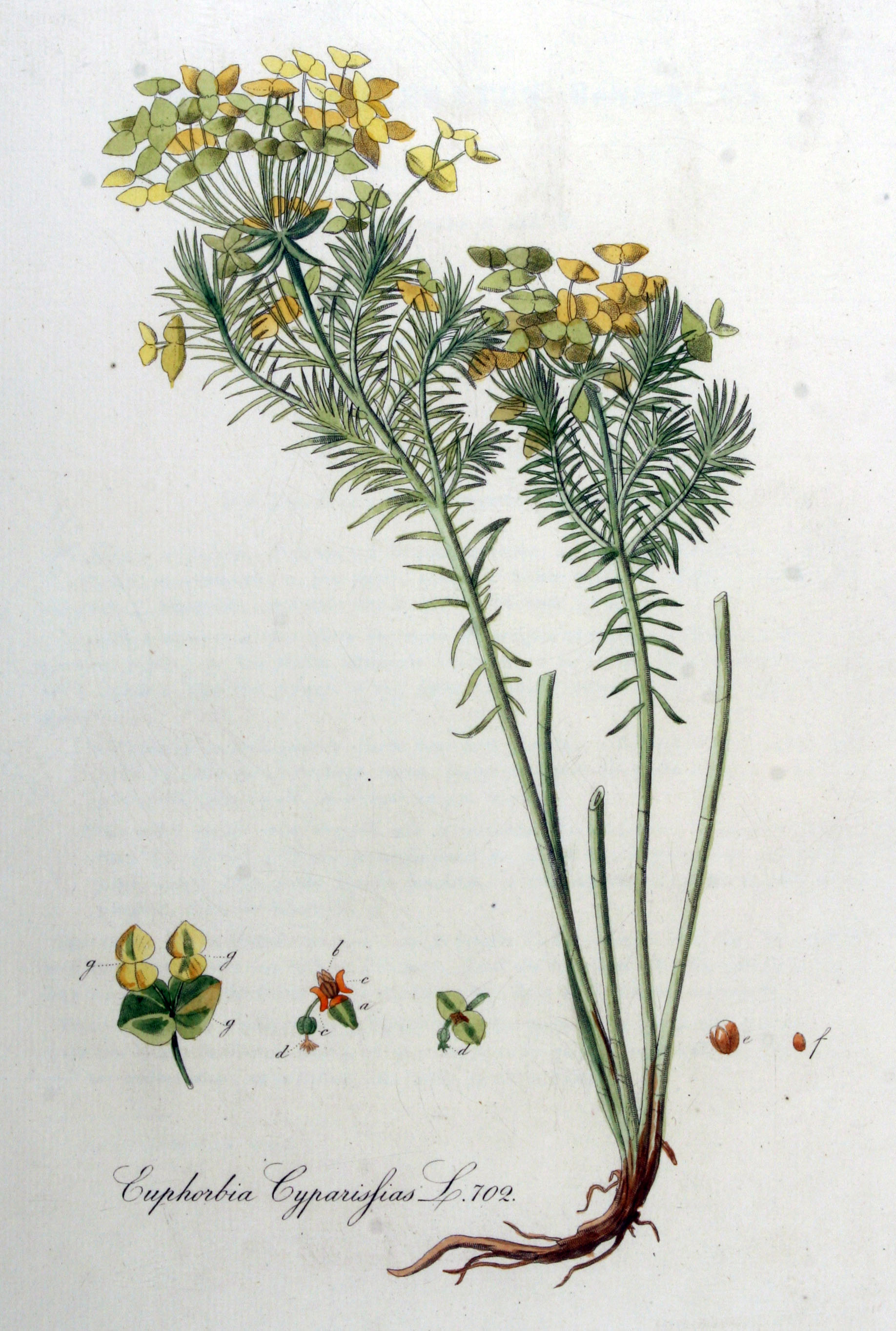
Il·lustració

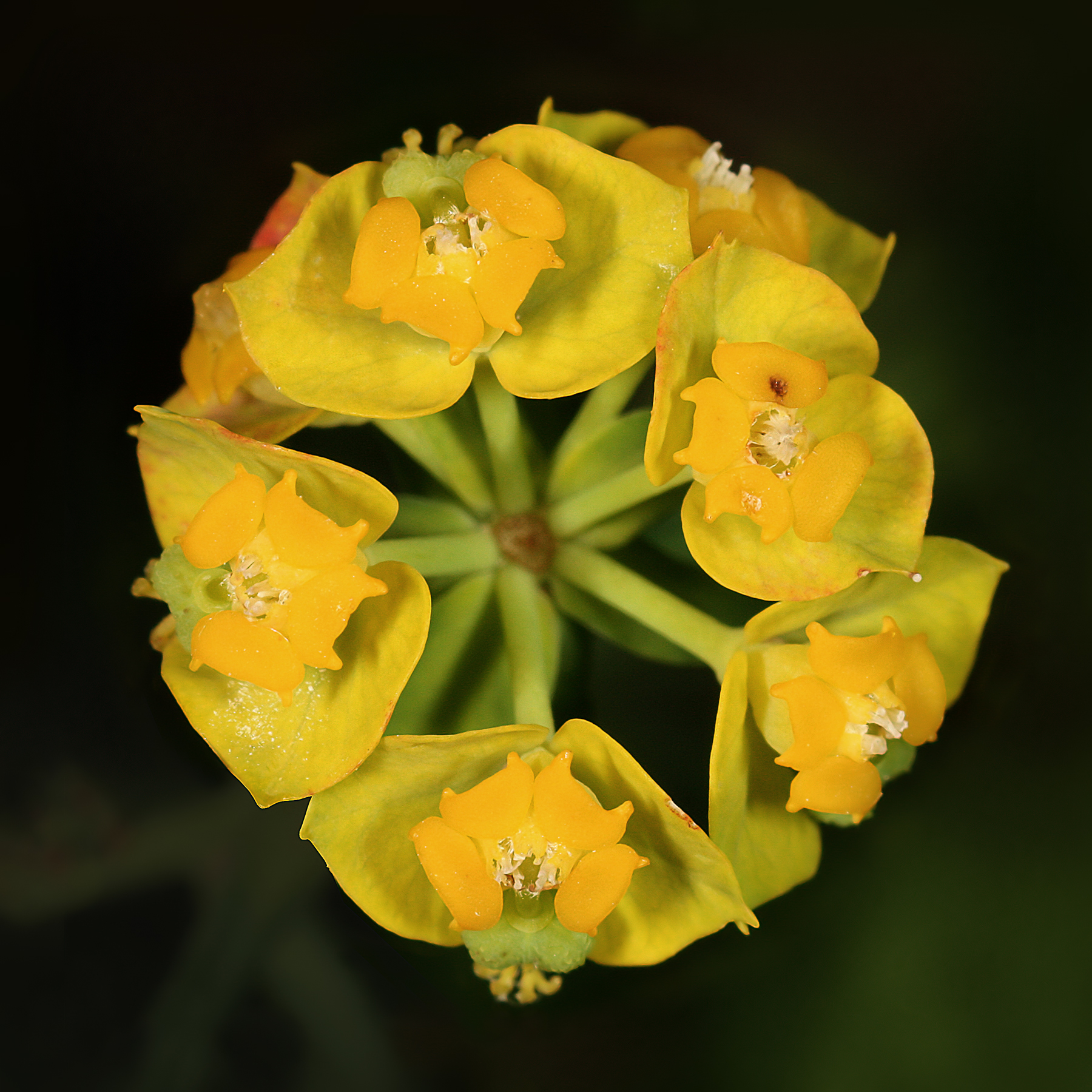
Inflorescència

És una planta vivaç arbustiva de 10 a 30 cm d'alçada, amb nombroses fulles llargues i estretes que a la tardor prenen un color vermell viu. Les flors són de color groc o ataronjat agrupades en umbel·les. El fruit és una càpsula.

## Propietats
- El làtex era oficinal conegut com a «Scammonium europaeum».
- La planta ha estat utilitzada com a vomitiu i laxant.
- No es recomana el seu ús per ser verinós.

## Hàbitat i distribució
És natural d'Europa, encara que per la multitud d'espècies d'eufòrbies, unes 3.000, es poden trobar per tots els racons del món, on creix a prats i terrenys secs o talussos, formant grans colònies.

## Taxonomia
Euphorbia cyparissias va ser descrita per Linné i publicada a Species Plantarum 1: 461. 1753.

### Etimologia
- Euphorbia: nom genèric que deriva del metge grec del rei Juba II de Mauritània (52 a 50 aC - 23), Euphorbus, en el seu honor – o fent al·lusió al seu gran ventre – ja que usava mèdicament Euphorbia resinifera. El 1753 Linné va assignar el nom a tot el gènere.[2]
- cyparissias: epítet.

### Sinonímia
- Tithymalus acicularis Dulac
- Tithymalus angustifolius Gilib.
- Tithymalus cyparissias (L.) Hill
- Esula cyparissias (L.) Haw.
- Esula minor Garsault
- Esula cupressina Gray
- Galarhoeus cyparissias (L.) Small ex Rydb.
- Keraselma cyparissias (L.) Raf.
- Euphorbia cyparissias var. major
- Euphorbia cyparissias var. esuloides
- Euphorbia degenerata D.Dietr.
- Euphorbia esuloides (DC.) Ten.
- Euphorbia punctata Krock.[3]